# Бурдигала
Бурдигала (лат. Burdigala) — название древнего поселения, находившегося на месте современного французского города Бордо.

## История
Поселение Бурдигала основано в III веке до н. э. галльским племенем битуригов-вибисков (буквально, «вытесненные битуриги»), изначально живших в районе современного Буржа и контролировавших отправку олова в Арморику и в Римскую Британию (современная Великобритания). Самое первое обитаемое место находилось возле устья реки Девез, притока Гаронны, поблизости от эстуария Жиронды. Выбранное для поселения место никак нельзя было назвать комфортным для жизни, и ещё долгое время город возле устья, расположенный у края ландского плато, был окружён зловонными и заразными болотами. Репутация этих земель как «marais boueux» (грязного болота) прослеживается и до наших дней, в частности, в названии реки «Eau Bourde», протекающей в южной части города.
В 56 году до н. э., в период Галльской войны, в Бурдигалу вошёл военачальник Цезаря Публий Красс, а в 52 году до н. э. началось строительство римского города. В квартале Сен-Кристоли (фр. Saint-Christoly) были проложены кардо и декуманус (в настоящее время улица rue Sainte-Catherine, а также улицы rue Porte Dijeaux и rue Saint Rémy между площадью Биржи и парком Гамбетта), соединив в единое целое пространство между речками Девез и Пёг (фр. Peugue). Римляне построили акведуки, храмы, амфитеатр и курию. В ту эпоху Бурдигала была, подобно римскому эмпорию, своеобразной торговой конторой, управлявшей товарными потоками олова и свинца между галльскими портами на Луаре и Римской республикой. Поселение имело статус цивитаса, управляемого коллегией магистрата.
Бурдигала развивалась, вскоре став одним из самых роскошных городов Галлии. Между 40 и 60 годами севернее на холмах на левом берегу высадили первые виноградники, ставшие основой винодельческого региона Бордо. По-видимому при римском императоре Веспасиане город перешёл в разряд муниципия перегринов.
В 70 году император Веспасиан провозгласил Бурдигалу административным центром римской провинции Аквитании, оттеснив Сент на второй план.
Пора расцвета города в ту эпоху пришлась на период правления династии римских императоров Северов (193—235 годы); в состав города включили Иудейскую гору, современный квартал Сен-Сёрен (фр. Saint-Seurin). Именно в этот период в городе появились многие известные памятники, в том числе форум (Piliers de Tutelle) и амфитеатр (Palais Gallien), вмещавший на своих деревянных трибунах свыше 15000 человек.
Город пострадал во время мятежа галльского императора Тетрика I (271—273/274), а затем и от восстаний багаудов.
С 276 года город подвергался жестоким нападениям варваров (город разграбили и сожгли) и к 286 году в городе построили каструм (по его периметру в настоящее время проходят проспект cours d’Alsace-Lorraine, улица rue des Remparts и проспект cours du Chapeau Rouge, переходящий в проспект cours de l’Intendance). Таким образом, стеной оградили участок 740 метров на 480 метров, а стены были 10 метров высотой и 5 метров в ширину.
Также восстановили внутреннюю гавань, куда впадала река Девез. Город процветал примерно 100 лет благодаря торговле жиром, воском, смолами и папирусом. Город прославили жившие здесь христианские поэты (например, Авсоний, 309—394 годы) и его святые (например, Павлин Ноланский, 353—431 годы).

## Следы античности

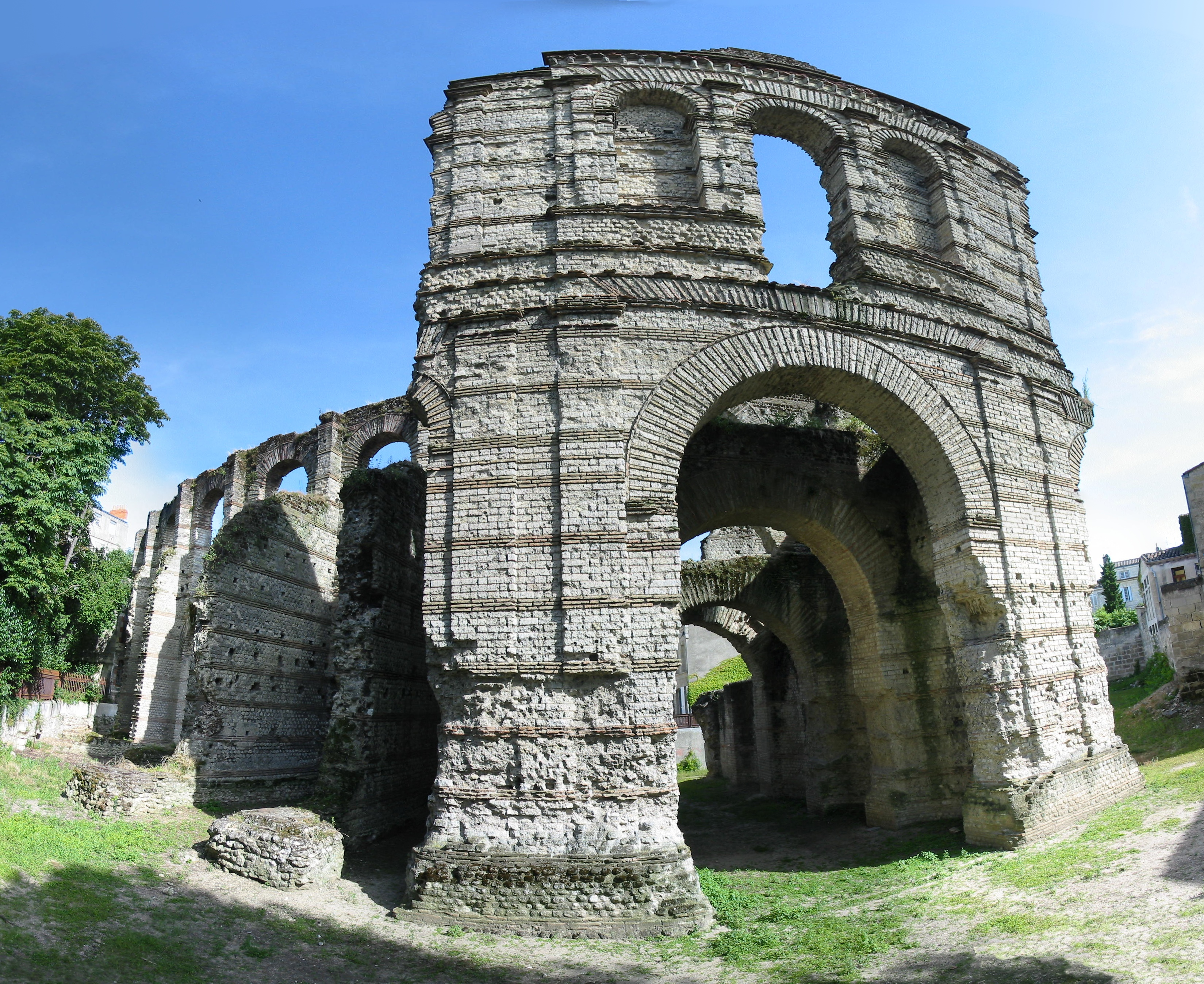
Амфитеатр в Бордо (Palais Galien)

### Амфитеатр
Амфитеатр в Бордо, названный Palais Gallien, был построен во II веке. Размер внутренней арены составлял 70 на 47 метров, в периметре постройка имела размер 132 метра на 111 метров. Благодаря высоте 25 метров этот древнеримский амфитеатр имел внушительный размер. Согласно этим размерам, максимальная вместительная способность сооружения оценивается в 22 000 человек.

### Колонны покровительства

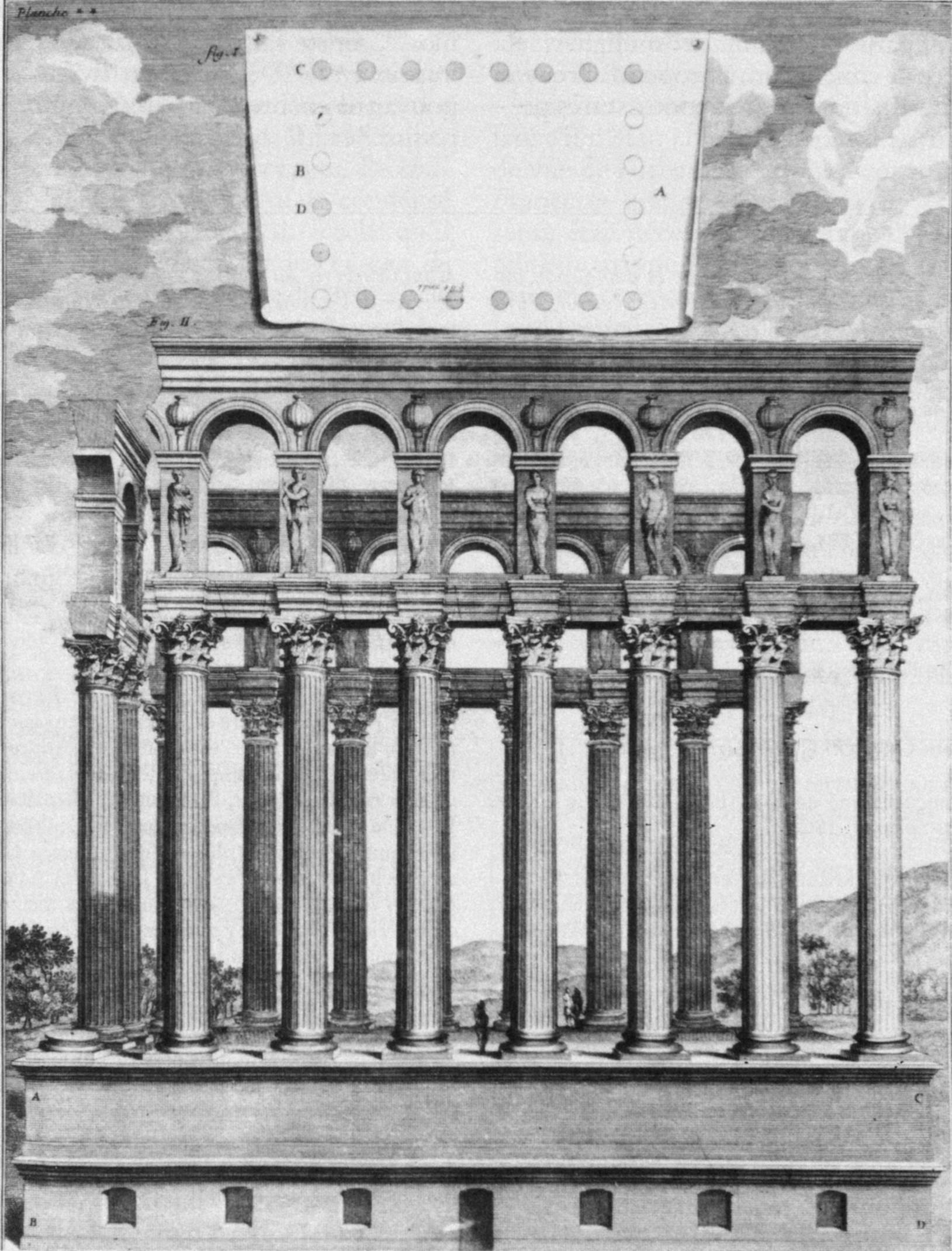
Колонны покровительства на рисунке Клода Перро 1669 года (колонны снесли в 1675 году)

Вплоть до 1675 года в Бордо сохраняли значимый памятник галло-римской эпохи — Колонны покровительства (Piliers de Tutelle). Во Франции XVII века оно оставалось единственным сооружением III века постройки, имевшим 24 колонны, покрытых архитравом, который венчала аркада, украшенная кариатидами высотой три метра. Французский архитектор Клод Перро (1613—1688) зарисовал в 1669 году семнадцать уцелевших колонн этого памятника, указав, что он не был храмом или базиликой, поскольку не удалось обнаружить ни единого признака христианства. Предположительно, это сооружение выполняло роль форума Бурдигалы. Эти почти нетронутые руины снесли в 1675 году, а фрагменты закопали в откосах крепости Шато Тромпетт, перестраиваемой тогда по проектам Вобана.
В честь Бурдигалы назван астероид (384) Бурдигала, открытый в 1894 году.